# گورستان شماره ۵ تیس
قبرستان شماره ۵ تیس مربوط به سدهٔ ۴ ه.ق تا دوره صفوی است و در شهرستان چابهار، بخش مرکزی، ۲۰۰ متری جنوب روستای تیس واقع شده و این اثر در تاریخ ۱۳ آبان ۱۳۸۶ با شمارهٔ ثبت ۱۹۷۷۰ به‌عنوان یکی از آثار ملی ایران به ثبت رسیده است.